# Parafia Matki Bożej Częstochowskiej w Borawem
Parafia pw. Matki Bożej Częstochowskiej w Borawem – parafia rzymskokatolicka należąca do dekanatu Rzekuń, diecezji łomżyńskiej, metropolii białostockiej. 
Erygowana została w 1989 roku. Jest prowadzona przez księży diecezjalnych.

## Obszar parafii

### Miejscowości i ulice
W granicach parafii znajdują się miejscowości:
- Borawe,
- Kamianka,
- Gierwaty (część).